# 苏尼
- 關於彝族宗教文化从业者，請見「苏尼 (宗教)」。

苏尼（義大利語：Suni），是意大利撒丁岛奥里斯塔诺省的一个市镇。总面积47.32平方公里，人口1137人，人口密度24.0人/平方公里（2009年）。ISTAT代码为095087。